# Danbury (Essex)
Danbury – wieś w Anglii, w hrabstwie Essex, w dystrykcie Chelmsford. Leży 8 km na wschód od miasta Chelmsford i 55 km na północny wschód od Londynu. Miejscowość liczy 6500 mieszkańców.